# Lepadella visenda
Lepadella visenda är en hjuldjursart som beskrevs av Myers 1934. Lepadella visenda ingår i släktet Lepadella och familjen Lepadellidae. Inga underarter finns listade i Catalogue of Life.